# マイク・メダヴォイ
マイク・メダヴォイ（Mike Medavoy, 1941年1月21日 - ）は、アメリカ合衆国の映画プロデューサー。オライオン・ピクチャーズの共同設立者、トライスター ピクチャーズの元会長、ユナイテッド・アーティスツの元製作責任者であり、フェニックス・ピクチャーズの現CEOである。

## 人物
中国上海で生まれ、1957年にアメリカ合衆国に移住し、1962年に市民権を取得。

## フィルモグラフィ
- シックス・デイ The 6th Day（2000） - 製作
- バーティカル・リミット Vertical Limit（2000） - 製作総指揮
- アメリカン・ニューシネマ 反逆と再生のハリウッド史 A Decade Under the Influence（2003、ドキュメンタリー） - 出演
- イージー・ライダー☆レイジング・ブル Easy Riders, Raging Bulls: How the Sex, Drugs and Rock 'N' Roll Generation Saved Hollywood（2003、ドキュメンタリー） - 出演
- 穴/HOLES Holes（2003） - 製作
- 閉ざされた森 Basic（2003） - 製作
- イン・マイ・カントリー Country of My Skull（2004） - 製作
- ステルス Stealth（2005） - 製作
- オール・ザ・キングスメン All the King's Men（2006） - 製作
- ミス・ポター Miss Potter（2006） - 製作
- レジェンド・オブ・ウォーリアー 反逆の勇者 Pathfinder（2007） - 製作
- ゾディアック Zodiac（2007） - 製作
- ライセンス・トゥ・ウェディング License to Wed（2007） - 製作
- Resurrecting the Champ（2007） - 製作
- シャッター アイランド Shutter Island（2010） - 製作
- The Wildest Dream（2010） - 製作総指揮
- ブラック・スワン Black Swan（2010） - 製作
- シャンハイ Shanghai（2010） - 製作
- 恋愛だけじゃダメかしら? What to Expect When You're Expecting（2012） - 製作
- チリ33人 希望の軌跡 The 33（2015） - 製作
- THE PROMISE/君への誓い The Promise（2016） - 製作
- ドラキュラ/デメテル号最期の航海 The Last Voyage of the Demeter（2023） - 製作

### テレビ
- 栄光のスタジアム Soul of the Game（1996） - 製作総指揮
- Shake, Rattle and Roll: An American Love Story（1999） - 製作総指揮